# Вулиця Професора Делоне
Ву́лиця Профе́сора Делоне́ — вулиця в Солом'янському районі міста Києва, селище Жуляни. Пролягає від Гуцульської вулиці до кінця забудови.

## Історія
Вулицю прокладено в середині 2010-х років під назвою Весняна.
Сучасна назва на честь російсько-українського математика, професора Миколи Делоне — з 2019 року.